# Tony Maylam
Pour les articles homonymes, voir Maylam.
Tony Maylam (Anthony F. Maylam)  est un réalisateur britannique né à Londres en 1943. Il est plus spécialement connu pour ses documentaires sportifs, réalisés tant pour le cinéma que pour la télévision, et couronnés par de très nombreux prix internationaux.

## Biographie
Formé à la Royal Academy of Dramatic Art, il commence sa carrière comme acteur puis présentateur de télévision pour la ZFB aux Bermudes (The Tony Maylam Show) et au Royaume-Uni pour ITV (Sportsweek) avant de se consacrer entièrement à la réalisation de films.
Son premier film pour le cinéma est Cup Glory en 1972, qui retrace l'histoire des 100 premières années de la FA Cup, avec Richard Attenborough comme narrateur. De nombreux autres films suivirent, comme Graham, avec Paul Newman, et A Fast Drive in the Country avec James Coburn sur l'histoire des 24 heures du Mans. Il réalise ensuite White Rock sur les Jeux Olympiques d'Innsbrück, avec une musique de Rick Wakeman, et nombre d'innovations techniques qui font qu'il est aujourd'hui encore considéré comme une référence essentielle en matière de films sportifs.
Un autre film à très grand succès est Genesis in Concert, avec Phil Collins qu'il tourne, comme d'ailleurs White Rock, en Panavision anamorphique. Il écrit et tourne ensuite sa première fiction, The Riddle of the Sands, une adaptation du roman d'Erskine Childers avec Michael York et Jenny Agutter.
Bob et Harvey Weinstein (ce dernier étant alors un promoteur de musique rock basé dans l'État de New York) achètent ensuite les droits de diffusion de White Rock et de Genesis in concert pour le marché américain. Le succès de ces films leur permet de se lancer dans la production cinématographique. Leur toute première production sera le film réalisé par Tony Maylam, The Burning, devenu un film culte où l'on verra apparaître pour la toute première fois les acteurs Jason Alexander, Fisher Stevens et Holly Hunter. Maylam tourna également un film pour la télévision ABC, The Sins of Dorian Gray, avec Anthony Perkins.
Tony Maylam écrit et réalise ensuite le film Hero, film officiel de la Coupe du monde de foot, avec Diego Maradona, un très grand succès mondial.
De retour au Royaume-Uni, Maylam écrit et réalise pour la BBC le film Across the Lake, avec Anthony Hopkins qui, avec un accueil très élogieux des critiques, reste un des plus grands succès de la télévision britannique des années 80.
À côté d'un grand nombre de programmes commerciaux pour des sociétés comme Coca-Cola, Goodyear et Shell, Maylam réalise en 1992 le film de science-fiction Split Second, avec Rutger Hauer un autre grand succès, et la plus grande distribution d'un film indépendant britannique aux États-Unis. En 2001 il écrit et dirige le thriller romantique Phoenix Blue et en 2008 un autre thriller, Journal of a Contract Killer qu'il tourne en Italie et à Londres et qui reçoit au festival de New-York les prix de Meilleure Actrice et de Meilleur Film.
Maylam est aussi l'auteur et le réalisateur de la série  Victory by Design (10 documentaires d'une heure) pour la télévision américaine (Speed/FOX TV). Cette série, couronnée par de nombreux prix, poursuit son cours.

## Filmographie
- 1972 : Cup Glory
- 1976 : Genesis in Concert
- 1977 : White Rock
- 1979 : Le Mystère des Sables
- 1981 : Carnage (The Burning)
- 1983 : The sins of Dorian Gray
- 1988 : Across the Lake
- 1992 : Split Second
- 2001 : Phoenix Blue
- 2003 : Victory by Design
- 2008 : Journal of a Contract Killer